# وفاة بيركين إلفان
بيركين إلفان (5 يناير 1999 - 11 مارس 2014) كان صبيًا كرديًا تركيًا أصيب في رأسه بقنبلة غاز مسيل للدموع أطلقها ضابط شرطة في إسطنبول خلال شهر يونيو 2013 احتجاجات مناهضة للحكومة في تركيا. توفي في 11 مارس 2014. قال محامون يمثلون الأسرة إن حالة إلفان تدهورت خلال الأسبوع الأخير من حياته، حيث انخفض وزنه إلى 16 كجم من 45 كلغ. اندلعت مظاهرات واسعة النطاق بعد وفاة بيركين
دفن في مقبرة فيريكوي في إسطنبول.

## الأحداث
في 16 يونيو 2013، كان بيركين إلفان في منطقة اندلعت فيها احتجاجات حديقة جيزي بالقرب من منزله في أوكميداني في إسطنبول. في ذلك اليوم، أرادت والدته الخروج وشراء الخبز، لكن بيركين قال بشجاعة إن الشوارع شديدة الخطورة ولأنه كان أصغر سنًا، فقد كان بإمكانه الركض بشكل أسرع في حالة الطوارئ. ومع ذلك أصيب على رأسه بقنبلة غاز مسيل للدموع ألقاها ضابط الشرطة فاتح دالغالي. مع ذلك، وفي تقرير آخر أرسل إلى مكتب المدعي العام في إسطنبول، ورد أنه كان يحمل متفجرات عندما تم إحضاره إلى مستشفى أوكميداني للتدريب والبحث. لقد دخل في غيبوبة وتوفي بعد 269 يومًا في 11 مارس 2014. أقيمت جنازته في إسطنبول في 12 مارس وحضرها آلاف الأشخاص. دفن في مقبرة فيريكوي في إسطنبول.

## التحقيق والمحاكمة
في 12 مارس 2014، شهد أربعة من ضباط الشرطة في التحقيق الجاري بشأن قضية إصابة بيركين إلفان خلال احتجاجات غيزي. بشكل عام، أدلى 18 من ضباط الشرطة بشهاداتهم كمشتبه بهم قيد التحقيق حتى الآن، بمن فيهم هؤلاء الأربعة. قام الادعاء بتقييم لقطات كاميرات المراقبة لمدة ثلاث سنوات حتى تمكنوا من تحديد وملاحقة دالغالي. تمت محاكمته بتهمة القتل الخطأ في 6 أبريل 2017، لكن المحكمة قررت عدم إصدار مذكرة توقيف بحق دالغالي. في 3 فبراير 2020، أصدر الدرك تقريرًا أشار إلى أن إلفان هو المسؤول جزئيًا عن وفاته، لأنه كان في منطقة احتجاجات. بعد جلستين أخريين في عام 2021، حُكم على دالغالي بالسجن 16 عامًا و8 أشهر، لكن المحكمة امتنعت عن الأمر باعتقال دالغالي.

## الاحتجاجات
بعد وفاة إلفان، اندلعت الاحتجاجات في جميع أنحاء تركيا في أضنة، وأديامان، وأنطاليا، وأنقرة، وأرداهان، وبورصا، وبولو، وجوروم، ودوزجة، وأدرنة، وغازي عنتاب إسطنبول، وإزمير، وقونية، وهاتاي، وملطية، وسيفاس، وشانلي أورفا، وشرناق، قيصرية، وتونجلي وتوقاد وزونغولداق وفي جميع أنحاء العالم في مدن مثل نورنبرغ، لندن، وباريس، وفيينا، وهلسنكي، وستراسبورغ، وستوكهولم، ونيويورك، وبوسطن، وواشنطن العاصمة، وأمستردام، وبرشلونة، وبيلفلد، برلين، وبروكسل، ولاهاي، ودرسدن، ودويسبورغ، وفرانكفورت، وهامبورغ، وكولونيا، ولوزان، ولشبونة، وروتردام، وشتوتغارت، ووارسو، سياتل، وبنسيلفانيا، تورونتو.

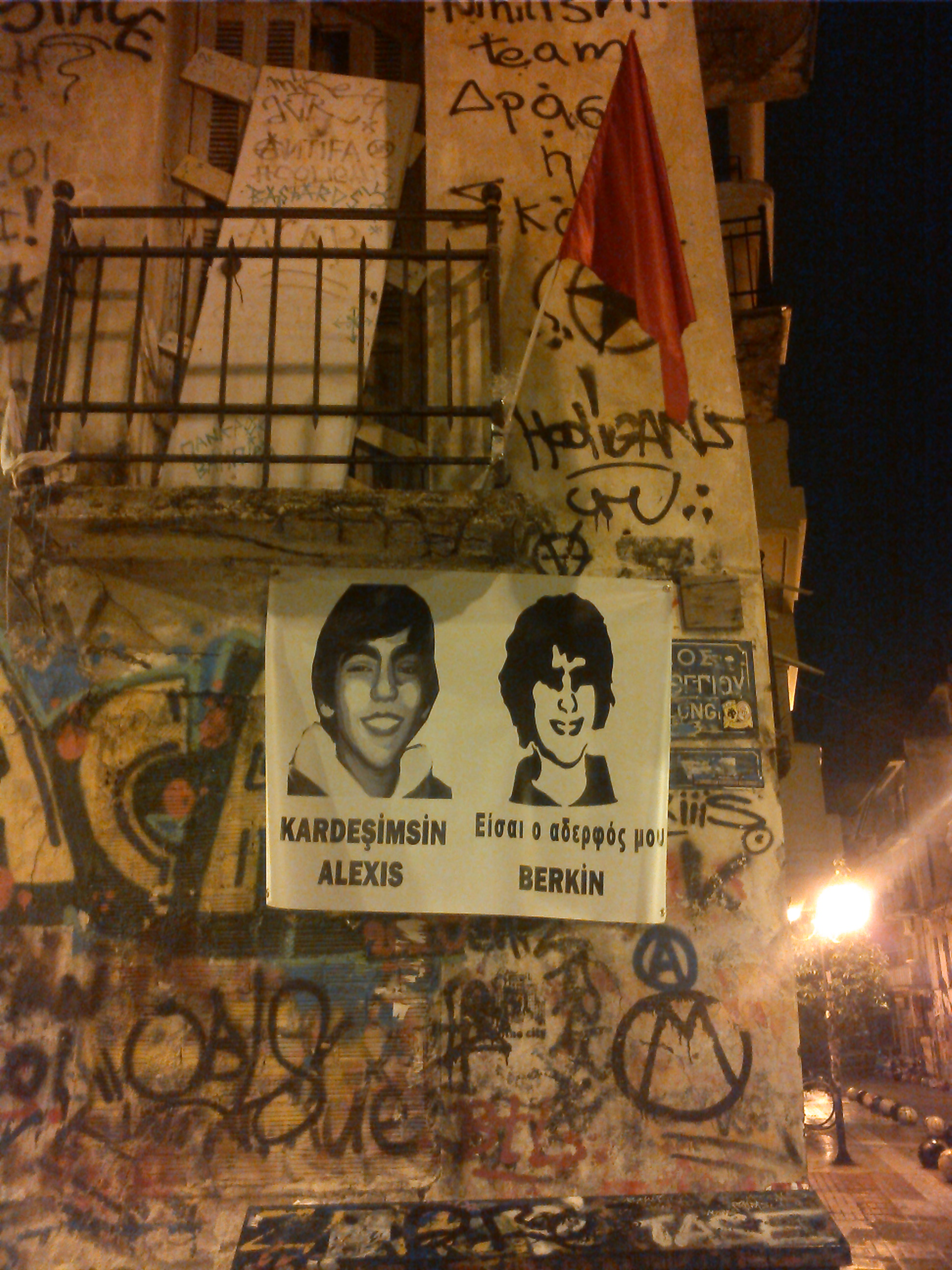
في مارس 2014، تم وضع بانر في اليونان في نفس المكان الذي تم فيه إطلاق النار على ألكسيس جريجوروبولوس في Exarchia بأثينا.

## ردود الأفعال
زعم رئيس الوزراء التركي، رجب طيب أردوغان، أن الصبي كان «عضوًا في منظمة إرهابية» لأنه كان يغطي وجهه بلفاع. كان من المعروف أن بيركين لا يتفق مع تصرفات الحكومات.
في مارس 2014، هاجم المتمردون الماويون مركزًا للشرطة في تونجلي انتقامًا لمقتل إلفان.
في 31 مارس 2015، أخذ أعضاء مشتبه بهم من جبهة–حزب التحرر الشعبي الثوري الثوري (DHKP-C) المدعي العام محمد سليم كيراز رهينة في الطابق السادس من قصر عدل جاغلايان بإسطنبول حيث طالبوا الشرطة بالإعلان عن أسماء أربعة من أفراد الأجهزة الأمنية قالوا إنهم على صلة بوفاة بيركين إيلفان. تفاوضت الشرطة مع المسلحين لمدة ست ساعات، لكنها في النهاية اقتحمت مبنى المحكمة «بسبب إطلاق نار من داخل مكتب المدعي العام». قُتل المسلحان خلال العملية فيما أصيب المدعي العام بجروح بالغة وتوفي فيما بعد متأثرًا بجراحه.

## روابط خارجية
- Berkin_Elvanعلى تويتر.   باللغة التركية